# Esmail Halali
Esmail Halali (Tabriz, 13 agosto 1973) è un ex calciatore iraniano, centrocampista.

## Carriera
Ha giocato tutta la carriera nel campionato iraniano.

### Nazionale
Con la maglia della nazionale ha preso parte alla Coppa d'Asia 2000.